# Sabouri-Sonkin
Ne doit pas être confondu avec Sabouri (homonymie).
Sabouri-Sonkin est une localité située dans le département de Korsimoro de la province du Sanmatenga dans la région Centre-Nord au Burkina Faso.

## Géographie
Sabouri-Sonkin forme un ensemble de communauté de villages avec Sabouri-Nakoara, Sabouri-Natenga et Ouidin situés à proximité.

## Éducation et santé
Le centre de soins le plus proche de Sabouri-Sonkin est le centre de santé et de promotion sociale (CSPS) de Sabouri-Natenga tandis que le centre hospitalier régional (CHR) se trouve à Kaya.
Sabouri-Sonkin possède une école primaire publique.